# Distretto di Okapa
Il distretto di Okapa, in inglese Okapa District, è un distretto della Papua Nuova Guinea appartenente alla provincia degli Altopiani Orientali. Ha una superficie di 2.110 km² e 54.000 abitanti (stima nel 2000)

## Geografia antropica

### Suddivisioni amministrative
Il distretto è suddiviso in un'Area di Governo Locale:
- Okapa Rural